# Wrecclesham
Wrecclesham est un village du Surrey, en Angleterre.